# Homem-Formiga (Scott Lang)
Scott Lang é um personagem fictício que aparece nas histórias em quadrinhos publicadas pela Marvel Comics. Foi criado por David Michelinie, John Byrne e Bob Layton e sua primeira aparição foi em The Avengers #181 (1979).
Paul Rudd interpreta Scott Lang nos filmes da Marvel Studios Homem-Formiga, Capitão América: Guerra Civil, Homem-Formiga e a Vespa e Vingadores: Ultimato.

## Biografia ficcional do personagem

### Passado
Scott Lang era um especialista em eletrônica que não podia sustentar sua família fazendo trabalhos de reparação, então ele usou seu talento para roubos. Sendo preso, ele cumpriu pena e foi libertado por bom comportamento. Durante seu tempo na prisão, porém, sua esposa se divorciou dele. Lang havia aprofundado seus estudos em equipamentos eletrônicos enquanto estava na prisão e foi logo contratado pela Stark Internacional para trabalhar em seu departamento de design.
Quando sua filha Cassie foi diagnosticada com uma condição cardíaca congênita grave, Lang procurou a ajuda do cirurgião Dr. Eric Sondheim. Desesperado para ajudar a filha, Lang decidiu voltar ao roubo.

### Homem-Formiga
Invadindo a casa do Dr. Hank Pym, Lang roubou seu Traje do Homem-Formiga. Sem que ele soubesse, Pym observou o roubo e em seu disfarce de Jaqueta Amarela, seguiu Lang, curioso para ver no que ele usaria o traje.
Vestido como Homem-Formiga, Lang invadiu a Cross Technologies Enterprises e descobriu que o Dr. Sondheim estava sendo mantido prisioneiro por Darren Cross, presidente da empresa, o qual precisava de Sondheim para corrigir sua própria condição cardíaca. Resgatando Sondheim e derrotando Cross, Lang ficou aliviado quando Sondheim foi capaz de salvar a vida de sua filha. Lang planejava devolver o traje do Homem-Formiga ao seu proprietário e se entregar, mas Pym deixou que ele ficasse com o traje, desde que Lang o usasse para o bem.

### Indústrias Stark
Tony Stark recrutou Scott para descobrir quem realmente era Justin Hammer. Quando o Dr. Bruce Banner pediu ao Homem de Ferro para ajudá-lo a ser curado ou morto, eles projetaram um regulador de propulsão nuclear que lhe permitiria controlar as batidas de seu coração, impedindo as transformações no Hulk. Scott Lang e Eric Sondheim implantaram com sucesso o dispositivo no peito de Banner. Depois de expor Banner a um gerador de indução emocional, eles ficaram convencidos de que o regulador iria manter o Hulk sob controle a partir de agora. No entanto, este não foi o caso. Tony, Scott, e Sondheim contiveram a transformação de Banner, terminando com Sondheim usando ondas sonoras para Banner voltar ao normal. O Homem de Ferro ordena que Sondheim remova o regulador do peito do Hulk antes que ele acorde. Infelizmente, Stark estava lidando com sua própria crise de saúde, levando Scott a se encolher na armadura do Homem de Ferro, a fim de salvar a vida de Tony.
Scott também ajudou o Jaqueta Amarela a resgatar a Vespa que foi capturada pelo Dr. Pernell Solomon. Ao lado dos Vingadores, ele enfrentou o Treinador.
Ele então enfrentou os insetos mutantes de John Estranho, e encontrou Biotron dos Micronautas.
Scott Lang estava vendo caixas pertencentes ao Conglomerado Cord, recentemente comprada pela Stark, quando ele encontra um traje do Esmigalhador. Antes que ele pudesse notificar Stark, o Esmigalhador o nocauteou e levou o traje.

### Quarteto Fantástico
Em seguida, ele conheceu o Quarteto Fantástico, e com eles viajou pela primeira vez para um "micro-mundo", e lá lutou ao lado do Coisa.
O Grande Mestre pegou todos os heróis conhecidos da Terra e os forçou a batalhar.
Ele encontrou Rick Jones e Tropa Alfa, e depois enfrentou os Espectros ao lado de Rom e Brandy Clark.
Ele ajudou os Vingadores a se infiltrarem nas instalações de treinamento de capangas do Treinador, lutando contra o Treinador ao lado do Gavião Arqueiro, e visitou Hank Pym, enquanto ele estava na prisão.[20]
Quando os Mestres do Terror assumiram o controle da Mansão dos Vingadores e capturaram alguns membros da equipe atual; Lang foi fundamental para ajudar a Vespa derrotar o Homem Absorvente e Titânia, dois vilões muito mais fortes e mais poderosos do que eles. A dupla atacou um hospital em uma tentativa de matar Hércules, o qual estava em coma.

### Homem-Aranha Encolhido
Na Exposição do Amanhã, ladrões tecnológicos invadiram para roubar a máquina Quark. Com a exposição fechada, Scott se encolheu como o Homem-Formiga para fazer um tour privado, mas o seu gás aparentemente também funcionou no Aranha, o qual encolhe ao tamanho de um inseto. Enquanto os ladrões atacavam um guarda, o Homem-Aranha enfrentava uma aranha. O Homem-Formiga impede os ladrões de roubar a placa de circuito do gerador de campo Quark enquanto o Aranha destruía o erradicador de insetos automático. O Homem-Formiga volta ao tamanho normal e foge com a placa de circuito, mas é atrasado por um sinalizador de magnésio. O Aranha enfrentava o cão de guarda robótico enquanto o Homem-Formiga convocava um exército de formigas para impedir os ladrões. O Aranha se depara com a briga e o ajuda, prendendo os ladrões com teia. Quando a polícia chega, o Homem-Formiga leva o Aranha para um lugar isolado para o retornar ao seu tamanho normal, mas não consegue. O Aranha ficou preso em seu tamanho miniatura. Enquanto ainda preso em seu tamanho encolhido, o Homem-Aranha e Scott lutaram contra o Besouro Escarlate.
Ele também lutou contra a Libélula.

### Stane International
Quando a Stark Internacional foi comprada pela Stane Internacional, Lang se demitiu por respeito a Tony Stark, o antigo chefe da empresa. Lang abriu seu próprio negócio de eletrônicos. Mais tarde, ele desistiu temporariamente do negócio ao ser contratado pelo Quarteto Fantástico quando o cientista e líder Reed Richards esteve ausente por um longo período de tempo. Lang e Cassie moraram na sede do Quarteto durante esse tempo.

### Heróis de Aluguel
Durante uma época em que se acreditava que muitos dos heróis da Terra estavam mortos após enfrentarem a entidade psíquica Massacre, Lang concordou em participar da super-equipe recém-reformada Heróis de Aluguel.

### Os Vingadores
Lang continuou a ajudar seus colegas superpoderosos, conforme necessário, como se juntar aos outros Vingadores para se infiltrar na base do grupo conhecido como Compreensão Triúnica, ainda que isso tenha acabado por ser uma armadilha da Triúnica para manchar a reputação dos Vingadores. Ele também ajudou os Vingadores contra a ameaça do vilão Kang, o Conquistador, que quase conseguiu conquistar o mundo. Depois de derrubar o regime de Kang, os Vingadores ofereceram a Lang um lugar permanente na equipe, e ele concordou.

### Jessica Jones
Scott namorou Jessica Jones, a super-heroína chamada Safira que deixou a vida de heroísmo para se tornar uma investigador particular. Ele a ajudou em um assunto com Mattie Franklin, uma das muitas heroínas do sexo feminino a usar a identidade de Mulher-Aranha. Ajudando a dupla estava o agente da S.H.I.E.L.D. Clay Quartermain. O relacionamento deles terminou quando ela revelou que estava esperando um filho de Luke Cage.

### Valete de Copas
Mesmo estando nos Vingadores, Lang ainda tinha suas lutas pessoais. Scott foi levado ao tribunal para uma batalha de custódia com sua ex-mulher pela guarda de sua filha, Cassie quando ela visitou a Mansão dos Vingadores. Lang também lutou com seu novo companheiro Valete de Copas, já que os dois discordavam frequentemente sobre coisas triviais. No entanto, quando a filha de Lang foi sequestrada por um louco, o Valete de Copas resgatou Cassie com o risco de seus próprios poderes consumi-lo, o que acabou matando-o

### Vingadores: A Queda
Lang se sentia culpado por ainda não ter se reconciliado com seu novo amigo. Mais tarde, o Valete de Copas de alguma forma retornou para a mansão com uma mensagem de advertência para a equipe. Quando Lang estendeu a mão para seu amigo, o Valete de Copas detonou a si mesmo, levando metade da Mansão dos Vingadores e aparentemente Scott Lang com ele. Este ataque foi descoberto mais tarde como sendo realizado pela Feiticeira Escarlate, cuja mente havia se tornado desequilibrada devido aos poderes mágicos que ela sempre se sentiu forçada a controlar. Se isso era realmente o cadáver de Valete de Copas ou apenas um construto mágico da Feiticeira Escarlate permanece desconhecido.

### Estatura
Cassie posteriormente se tornou a heroína Estatura, um membro dos Jovens Vingadores, depois de ter aparentemente tomado Partículas Pym o suficiente ao longo dos anos para lhe permitir crescer e diminuir de tamanho sempre que ela quisesse automaticamente.
O Capacete do Homem-Formiga caiu em posse de Amadeus Cho por um tempo. Ele o usou com a bênção de Cassie, optando por se concentrar nas capacidades de controlar a mente de insetos.

### A Cruzada das Crianças
Alguns anos mais tarde, os Jovens Vingadores viajaram de volta no tempo com a Feiticeira Escarlate, a qual havia perdido suas memórias, para os momentos antes da Mansão dos Vingadores ser destruída e escaparam junto com Lang (deixando os Vingadores da época acreditando que ele havia morrido). Esta comemoração durou pouco, pois Lang presencia a morte de Cassie pelas mãos do Doutor Destino. Lang desde então jurou vingança.

### Defensores
Scott se juntou a equipe dos Defensores integrada pelo Doutor Estranho, Surfista Prateado, Mulher-Hulk Vermelha, Gata Negra e Punho de Ferro. Juntos, eles lutaram contra os Celestiais.

### Fundação Futuro
A Fundação Futuro logo seria deixada nas mãos de Scott, após Reed descobrir que a energia cósmica que lhe deu seus poderes estava o deteriorando e ao resto do Quarteto Fantástico, planejando entrar em um universo diferente para corrigir o problema. Scott foi deixado com a Mulher-Hulk, Medusa e a atual namorada de Johnny Storm, Darla Deering, para serem os substitutos do Quarteto Fantástico por apenas quatro minutos, a menos que algo desse errado, o que não aconteceu. Quando o Quarteto Fantástico voltou, ele deixou a equipe.

### Pecado Original
Depois do assassinato de Uatu, o Vigia, Scott foi escolhido ao lado do Pantera Negra, Soldado Invernal, Emma Frost, Gamora, o Justiceiro e o Doutor Estranho, como um dos potenciais candidatos para substituir o  Nick Fury original em seu papel como o defensor da Terra. Ele e os outros tentaram impedir Fury depois que foi revelado que ele era o verdadeiro assassino do Vigia.

### EIXO
O agora heróico Doutor Destino usou os poderes da Feiticeira Escarlate para ressuscitar Cassie, procurando se redimir por pelo menos um dos seus crimes. Ela acabou voltando a vida e apareceu na porta de Scott.[55]

### Soluções de Segurança do Homem-Formiga
Com Cassie de volta, Scott tentou ajustar sua vida, e conseguiu o emprego de chefe de segurança das Indústrias Stark. No entanto, depois de Cassie se mudar com sua mãe Maggie para Miami, Scott abandonou seu novo trabalho em favor de passar mais tempo com sua filha (contra a vontade de Peggy e sem o seu conhecimento). Como parte de sua nova vida, Scott abriu um negócio chamado Soluções de Segurança do Homem-Formiga. Scott enfrentou o Urso, o qual queria vingança contra o Homem-Formiga, devido à sua traição durante o Cerco de Asgard, sem saber que ele não era Eric O'Grady. Após o mal-entendido ser esclarecido, Lang ofereceu ao Urso um lugar na sua nova empresa -
Soluções de Segurança do Homem-Formiga -; Ao instalar um sistema de segurança em um armazém de clipe de papel, Scott foi emboscado e derrotado pelo Treinador. Tendo derrotado Scott, o Treinador revelou que ele era apenas uma distração, contratado pela Cross Technologies Enterprises para dar tempo para o Fogo Cruzado capturar Cassie para Augustine Cross. Quando Scott percebeu que seria impossível se infiltrar na Cross Technologies por conta própria, o Urso sugeriu que ele consultasse seu amigo dos Vilões Anônimos, Mecanus. Mecanus disse que só iria ajudar Scott e Urso a se infiltrar na Cross Technologies se ele conseguisse um emprego permanente na Soluções de Segurança do Homem-Formiga. Com Mecanus desabilitando toda a segurança, Scott foi capaz de entrar na Cross Technologies e fazer seu caminho até Darren Cross, a quem o Dr. Sondheim foi chantageado para reviver usando o coração de Cassie. Darren entrou em combate contra o Homem-Formiga, enquanto o herói tentava ganhar tempo para Sondheim transplantar um outro coração em Cassie.
Após Cross ser forçado a fugir quando as Partículas Pym agora em seu corpo o fizeram encolher, Scott encolheu a um tamanho microscópico, e foi guiado por Sondheim para atacar as células brancas de Cassie, para permitir que seu corpo aceitasse o tecido do novo coração. Mesmo que o procedimento fosse difícil, Scott foi capaz de ajudar Cassie a sobreviver à experiência. Quando Maggie e Blake chegaram, Sondheim disse a ela que Cassie havia cometido uma infração e Scott levou para ela, no que eles acreditaram. Embora tenha salvado sua filha, Scott decidiu se distanciar dela, para que ela pudesse ter uma vida normal.

## Poderes e habilidades
- Partículas Pym:  Homem-Formiga é capaz de se encolher ao tamanho de uma formiga, aproximadamente de meia polegada de altura, por meio de um grupo raro de partículas subatômicas, a origem das quais é ainda desconhecida, as quais ele é capaz de conter em "vasilhas" de campo magnético (a forma das linhas de força magnética foram feitas visíveis pelas partículas confinadas, cuja concentração fez com que elas segissem como um gás).
  - Estas partículas, cujo comprimento de onda estão na faixa mental quando lançadas, permitem que o Homem-Formiga possa reduzir a si mesmo e a outros objetos em tamanho. As mecânicas envolvidas têm a maior parte da massa do núcleo de cada átomo afetado convertida em partículas energéticas que orbitam em torno do núcleo - assim, embora os grávitons não afetem estas partículas, a massa do volume original permanece intacta. Ele também é capaz de ficar gigante, nessa estatura ele possui força e resistência sobre-humanas.
  - Isto significa que um soco dado pelo Homem-Formiga de meia polegada de altura seria como o golpe de um homem de tamanho normal. As partículas de redução do Homem-Formiga não tem limite de tempo para a sua potência.
  - Lang tem demonstrado a habilidade de mudar de tamanho, sem a aplicação do gás das Partículas Pym.

### Equipamento
- Capacete do Homem-Formiga: O Homem-Formiga também usa um capacete cibernético projetado por Hank Pym que o permite se comunicar e controlar insetos. Ele pode transmitir os comandos até cerca de 1.6 km, dependendo dos materiais que o rodeiam. Seu capacete também contém equipamento de amplificação de som que também muda a frequência de sua voz para que ele possa ser ouvido por humanos de tamanho normal, apesar de seu tamanho pequeno, bem como fornecer seu próprio suprimento de oxigênio.
- As Manoplas de Pulso do Homem-Formiga: As manoplas de pulso permitem que ele dispare rajadas bio-elétricas de força ajustável. Seu capacete original era capaz de disparar rajadas 'disruptoras' da força de concussão que Lang disse que eram menos potentes do que as picadas da Vespa.

## Em outras mídias

### Televisão
- Scott Lang aparece pela primeira vez fora dos quadrinhos em The Avengers: Earth's Mightiest Heroes, dublado por Crispin Freeman. Scott é destaque no episódio "O Roubo do Homem-Formiga", e reaparece no último episódio da série como um dos membros dos Novos Vingadores que ajudam a combater os Arautos de Galactus.

- Scott aparece em Vingadores Unidos (2012), voz de Grant George.

- Lang também aparece na série Ultimate Spider-Man: Web-Warriors, também dublado por Grant George.

- Scott é um dos personagens que aparecem no especial para TV Lego Marvel Super Heroes: Avengers Reassembled, novamente dublado por Grant George.

- O Homem-Formiga é destaque no comercial da Coca-Cola, mostrado no Super Bowl 50, ele aparece sendo perseguido pelo Hulk.[4]

#### Universo Cinematográfico Marvel

Capa de Ant-Man – Scott Lang: Small Time.

- Scott Lang aparece no MCU pela primeira vez no filme Homem-Formiga (2015), sendo interpretado por Paul Rudd. No filme, Lang é o sucessor de Hank Pym, o Homem-Formiga original, após este recrutá-lo para infiltrar sua antiga empresa usando o traje do Homem-Formiga.
- Scott retorna no filme Capitão América: Guerra Civil, recrutado pelo Falcão para integrar a equipe do Capitão América. Uma cena tem Scott se tornando o  "Homem-Gigante" ao usar o traje para crescer a proporções sobre-humanas.
- Rudd reprisa seu papel como o Homem-Formiga em Homem-Formiga e a Vespa .  No filme, Lang está em prisão domiciliar sob a vigilância do agente Jimmy Woo após os eventos do Capitão América: Guerra Civil . Após receber uma mensagem mental de Janet Van Dyne e avisar a Hank Pym, é libertado pelas mãos de Hope van Dyne, que seguiu sua mãe para se tornar a nova Vespa, para ajudar o Dr. Pym na criação de uma ponte para o reino quântico para encontrar Janet. Na cena pós-créditos, enquanto tenta coletar partículas quânticas do reino quântico, ele fica preso lá depois que Janet, Hank e Hope desaparecem por causa das ações de Thanos em Vingadores: Guerra Infinita .
- Rudd volta ao seu seu papel em Vingadores: Ultimato, onde ele retorna do reino quântico cinco anos depois de Thanos acabar com metade da vida no universo. Para Lang, apenas cinco horas se passaram, levando à conclusão de que o Reino Quântico pode ser usado para viajar no tempo e mudar as ações de Thanos. Lang então se une a Stark, Rogers e Bruce Banner durante a batalha de Nova York em 2012 para recuperar as Joia do Espaço, Mente e Tempo dos antigos Vingadores, da Anciã e do cetro de Loki. Lang mais tarde participa da batalha final contra o Thanos do Passado na Terra e mata Cull Obsidian esmagando-o enquanto em forma de Homem-Gigante. Stark finalmente se sacrifica para matar Thanos e seu exército. Lang depois comparece ao funeral de Stark ao lado da família Pym.
- O terceiro filme solo do personagem, Homem-Formiga e a Vespa: Quantumania, tem a filha de Scott, Cassie Lang, desenvolvendo um comunicador para falar com o Reino Quântico. Isso a expõe para Kang, o Conquistador, que usa seus poderes para sugar as famílias de Scott e Hank para o mundo sub-atômico.

### Videogames
- Scott aparece nos jogos Marvel Heroes, Marvel: Future Fight, Marvel: Contest of Champions e Disney Infinity 3.0.